# Дивата река
„Дивата река“ (на английски: The River Wild) е американски приключенски трилър от 1994 г. на режисьора Къртис Хенсън, с участието на Мерил Стрийп, Кевин Бейкън, Дейвид Стратърн, Джон Райли, Бенджамин Брат и Джоузеф Мацело.